# Gudow
Gudow là một đô thị thuộc huyện Lauenburg, trong bang Schleswig-Holstein, nước Đức. Đô thị Gudow có diện tích 42,26 km², dân số thời điểm 31 tháng 12 năm 2006 là 1637 người.